# 宋端 (足球运动员)
宋端（1995年8月2日—），中国足球运动员，中国国家女子足球队成员，司职中场，主要位置为前卫，速度快、突破能力强，射门精准。所属俱乐部是长春农商银行。18岁便入选中国女足，并曾随国家队参加2019年女足世界杯。
2020年3月25日，转会至长春农商银行。